# Некич, Иван
И́ван Не́кич (хорв. Ivan Nekić; родился 24 декабря 2000 года, Задар, Хорватия) — хорватский футболист, защитник клуба «Хольштайн».

## Клубная карьера
Некич — воспитанник клубов «Задар», «Риека» и «Интер Запрешич». 20 августа 2017 года в матче против «Осиека» он дебютировал в чемпионате Хорватии, в составе последнего.

## Международная карьера
В 2017 году в составе юношеской сборной Хорватии Некич принял участие в домашнем молодёжного чемпионата мира. На турнире он сыграл в матчах против команд Италии и Турции.